# 呼揭單于
呼揭单于，為亞洲古匈奴的君主之一，原為呼揭王。因匈奴陷入內亂，他於前57年自立單于，並與烏藉單于相呼應，形成五單于分立。在被屠耆單于攻打，自廢單于封號，再度臣服。
呼揭单于任呼揭王时，屯驻西方。汉宣帝五凤元年（前57年），呼揭王与唯犁当户诬陷右贤王想要自立为单于，唆使屠耆单于杀死右贤王父子。屠耆单于察知有冤，杀死唯犁当户。呼揭王害怕会殃及自身，于是叛走，自立为呼揭单于。匈奴内讧，与屠耆单于、呼韩邪单于、车犁单于、乌藉单于形成五单于并立局面。车犁、乌藉被屠耆击败后，他与二人联合，拥兵四万。之后与乌藉同去单于号，并力尊崇车犁单于。不久，再被屠耆所败，退走西北。